# Gertruda Comensoli
Gertruda Comensoli, właśc. wł. Caterina Comensoli (ur. 18 stycznia 1847 w Bienno w Brescii, zm. 18 lutego 1903 w Bergamo) – włoska zakonnica, założycielka Adoratorek Najświętszego Sakramentu (sakramentki), święta Kościoła katolickiego.
Do pierwszej Komunii Świętej przystąpiła mając 7 lat. W 1862 r. wstąpiła do klasztoru przyjmując imię Gertruda, ale opuściła go z powodu słabego zdrowia. W 1884 r. razem ze św. Franciszkiem Spinellim (1853-1913), założyła Instytut Sióstr Adoratorek Najświętszego Sakramentu.
Zmarła, mając 56 lat w opinii świętości.
Została beatyfikowana przez papieża Jana Pawła II 1 października 1989⁣ a ⁣kanonizowana przez papieża Benedykta XVI 26 kwietnia 2009.